# Çömlekçi, Bodrum
Çömlekçi là một xã thuộc huyện Bodrum, tỉnh Muğla, Thổ Nhĩ Kỳ. Dân số thời điểm năm 2011 là 697 người.